# Habitat 67
Habitat 67 – kompleks mieszkalny w Montrealu w Kanadzie, zaprojektowany przez Moshe Safdiego, wzniesiony na wystawę światową w 1967 roku (Expo 67), gdzie pełnił rolę jednego z pawilonów. Projekt budynku opracowany został przez Safdiego w ramach pracy dyplomowej, którą zrealizował, studiując architekturę na McGill University. Inspirację stanowiła architektura starych miasteczek w górzystych regionach Bliskiego Wschodu, Włoch i Japonii. Budynek zlokalizowany jest nad brzegiem Rzeki Świętego Wawrzyńca, w dzielnicy Cité du Havre.
Budynek składa się z 354 połączonych ze sobą na różne sposoby prefabrykowanych betonowych modułów, których łączna wysokość sięga 12 pięter. W momencie oddania do użytku kompleks liczył 158 mieszkań (według wstępnych założeń miało ich powstać 1200) o powierzchni od 56 m² (600 sq ft) do 167 m² (1800 sq ft). Całkowita powierzchnia budynku wynosi 22 160 m². W rezultacie połączenia części mieszkań, ich liczba z czasem zmniejszyła się do 146. Każde z mieszkań zajmuje od jednego do ośmiu modułów i posiada od jednej do trzech kondygnacji. Wszystkie mieszkania posiadają ogród o powierzchni wahającej się od 21 do 93 m² (225-1000 sq ft), umieszczony na dachach sąsiednich modułów. W budynku znajduje się sześć wind. Przez całą długość kompleksu, na piętrach 2, 5, 6 i 10, przebiegają chodniki, zapewniające bezpośredni dostęp do mieszkań. Koszt budowy kompleksu wyniósł 17 mln dolarów kanadyjskich.
26 lutego 2009 roku Habitat 67 został uznany przez ministerstwo kultury prowincji Quebec za obiekt zabytkowy.

## Galeria

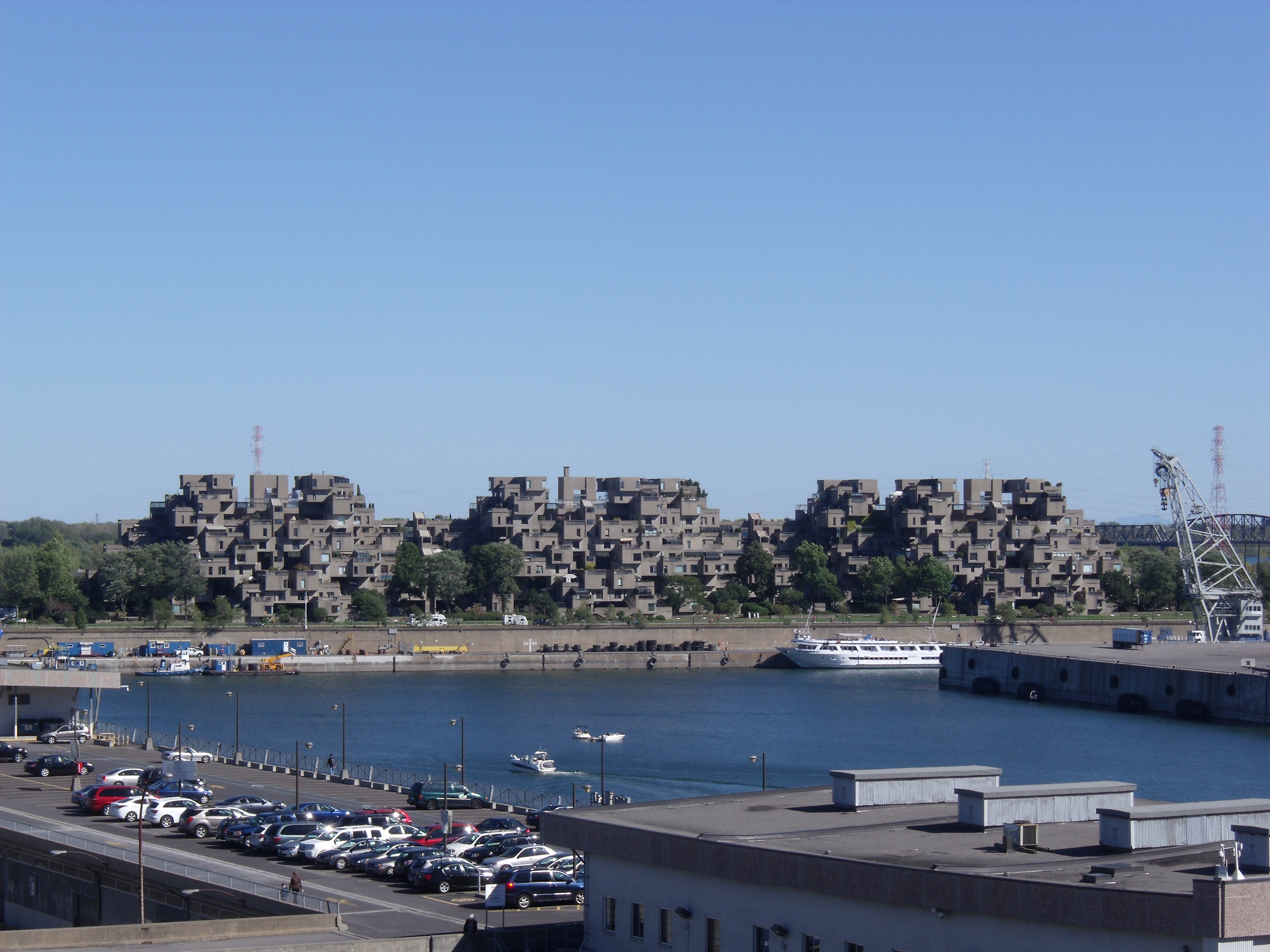
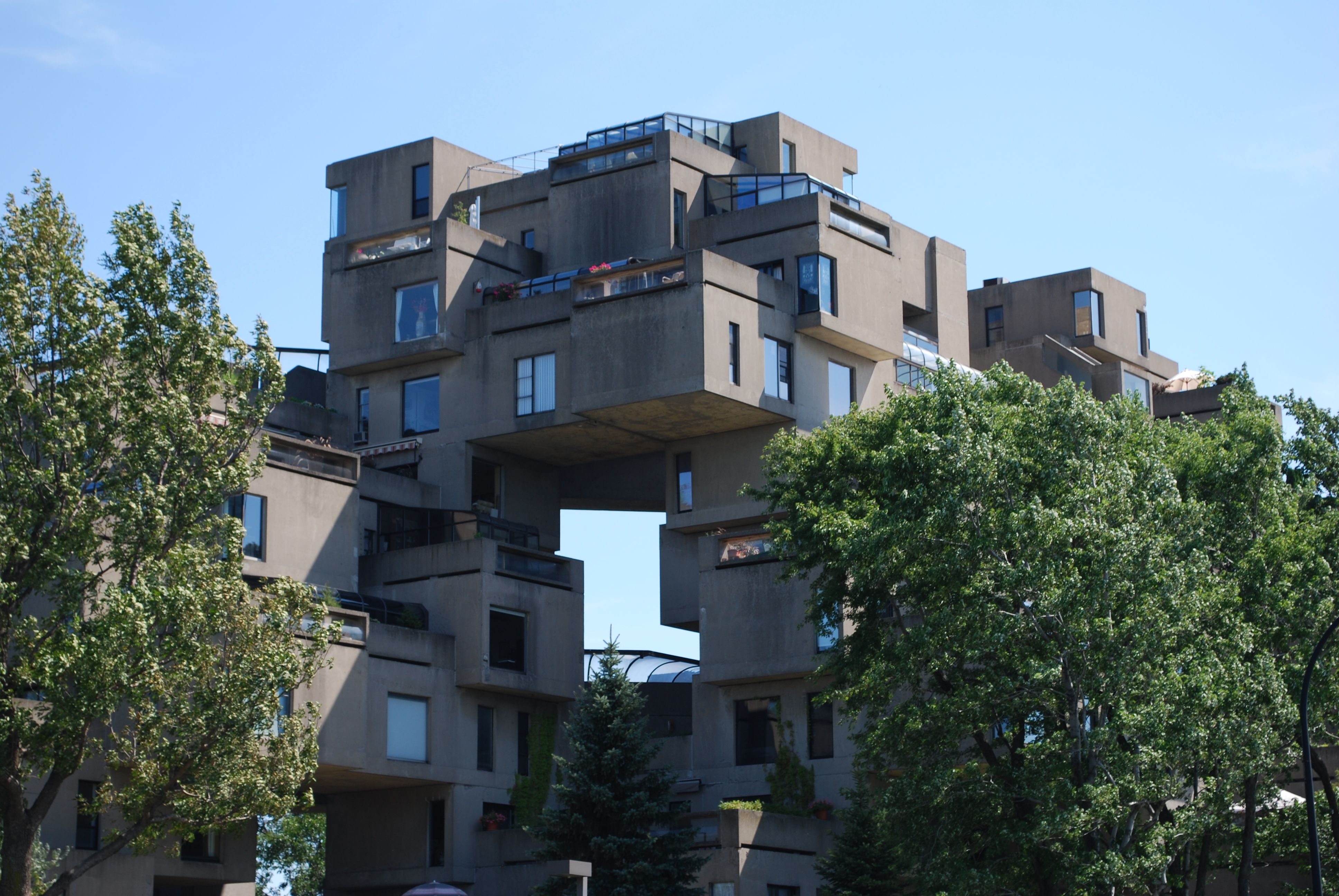
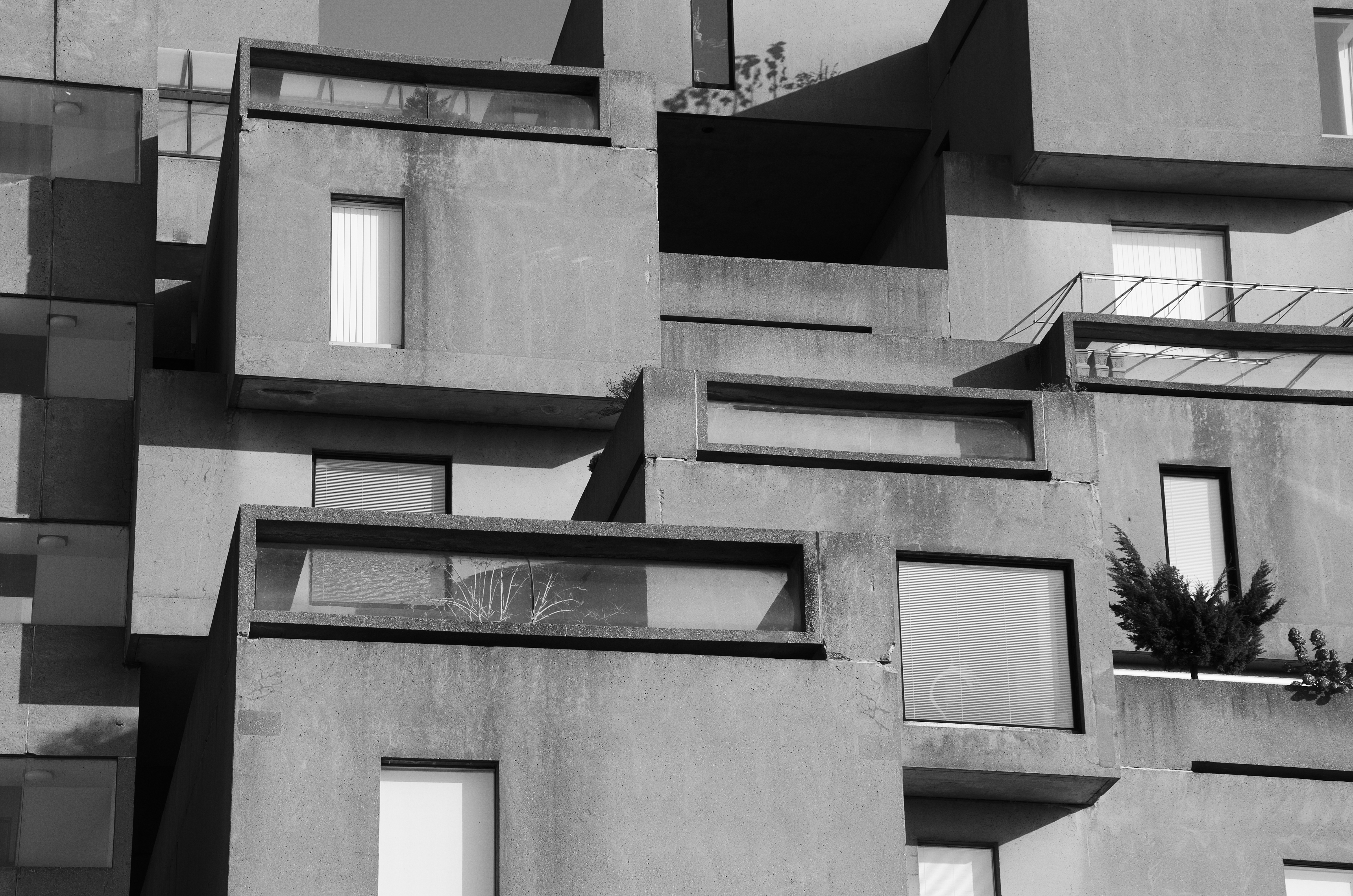
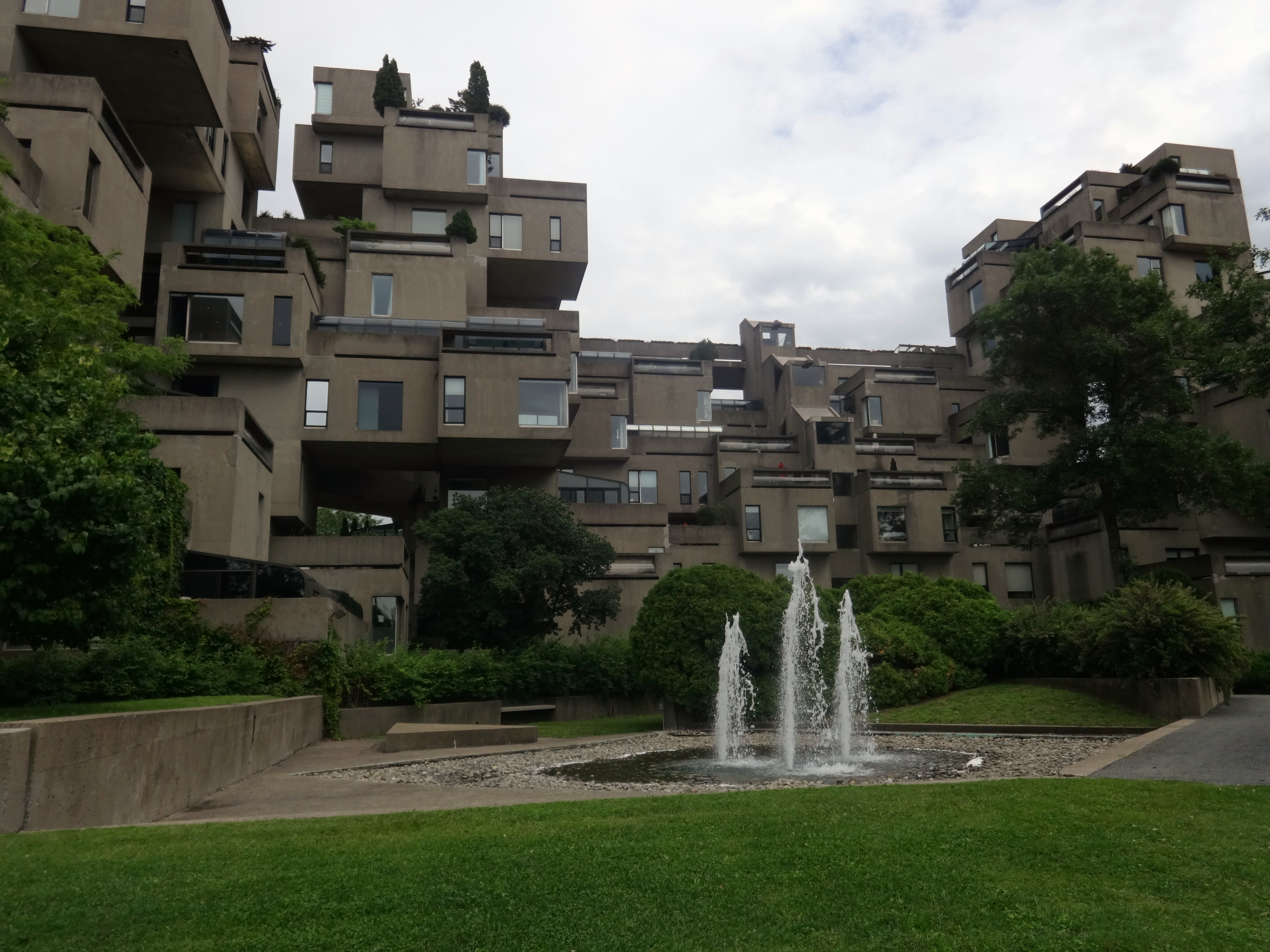
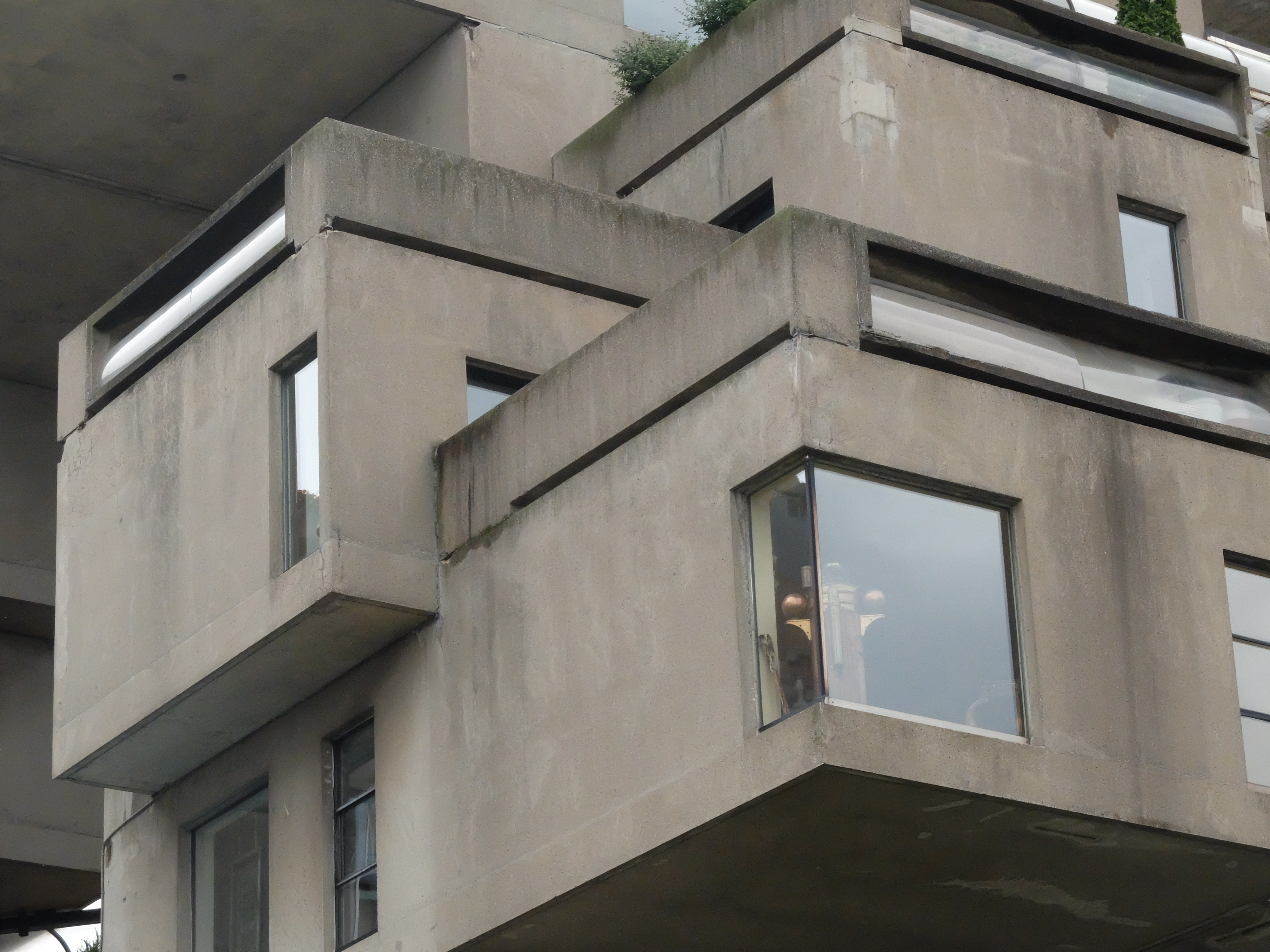